# Timur Gaynullin
Timur Gaynullin (* 29. Mai 1981) ist ein usbekischer Fußballschiedsrichterassistent. Er steht seit 2014 auf der Liste der FIFA-Schiedsrichter.

## Karriere
Als Assistent begleitete er nebst Einsätzen im AFC Cup und der AFC Champions League nach Qualifikationsspielen dann auch Partien der Endrunde der U-23-Asienmeisterschaft 2020, bei der er in zwei Gruppenspielen unter Ilgiz Tantashev und Hettikamkanamge Perera zum Einsatz kam. Nach einem Gruppenspiel der Südostasienmeisterschaft 2022 unter Aziz Asimov gehörte er auch zu den Assistenten bei der U-23-Asienmeisterschaft 2024.
Anfang April 2024 wurde er für die Olympischen Sommerspiele 2024 als Assistent in das Team von Ilgiz Tantashev berufen.